# Ignatienki
Ignatienki (ros. Игнатенки) – wieś (ros. деревня, trb. dieriewnia) w zachodniej Rosji, w osiedlu wiejskim Zaborjewskoje rejonu diemidowskiego w obwodzie smoleńskim.

## Geografia
Miejscowość położona jest w dorzeczu Dubrowki, 2 km od drogi regionalnej 66N-0510 (Koriewo – Worobji – Staryj Dwor – 66N-0506 / Pogołka), 15 km od centrum administracyjnego osiedla wiejskiego (Zaborje), 27,5 km od centrum administracyjnego rejonu (Diemidow), 76 km od stolicy obwodu (Smoleńsk), 53 km od granicy z Białorusią.

## Demografia
W 2010 r. miejscowości nikt nie zamieszkiwał.

## Historia
W czasie II wojny światowej od lipca 1941 roku dieriewnia była okupowana przez hitlerowców. Wyzwolenie nastąpiło we wrześniu 1943 roku.
Na mocy uchwały z dnia 28 maja 2015 roku wszystkie miejscowości (w tym Ignatienki) zlikwidowanej jednostki administracyjnej Worobjowskoje weszły w skład osiedla wiejskiego Zaborjewskoje.